# Janine Schneider

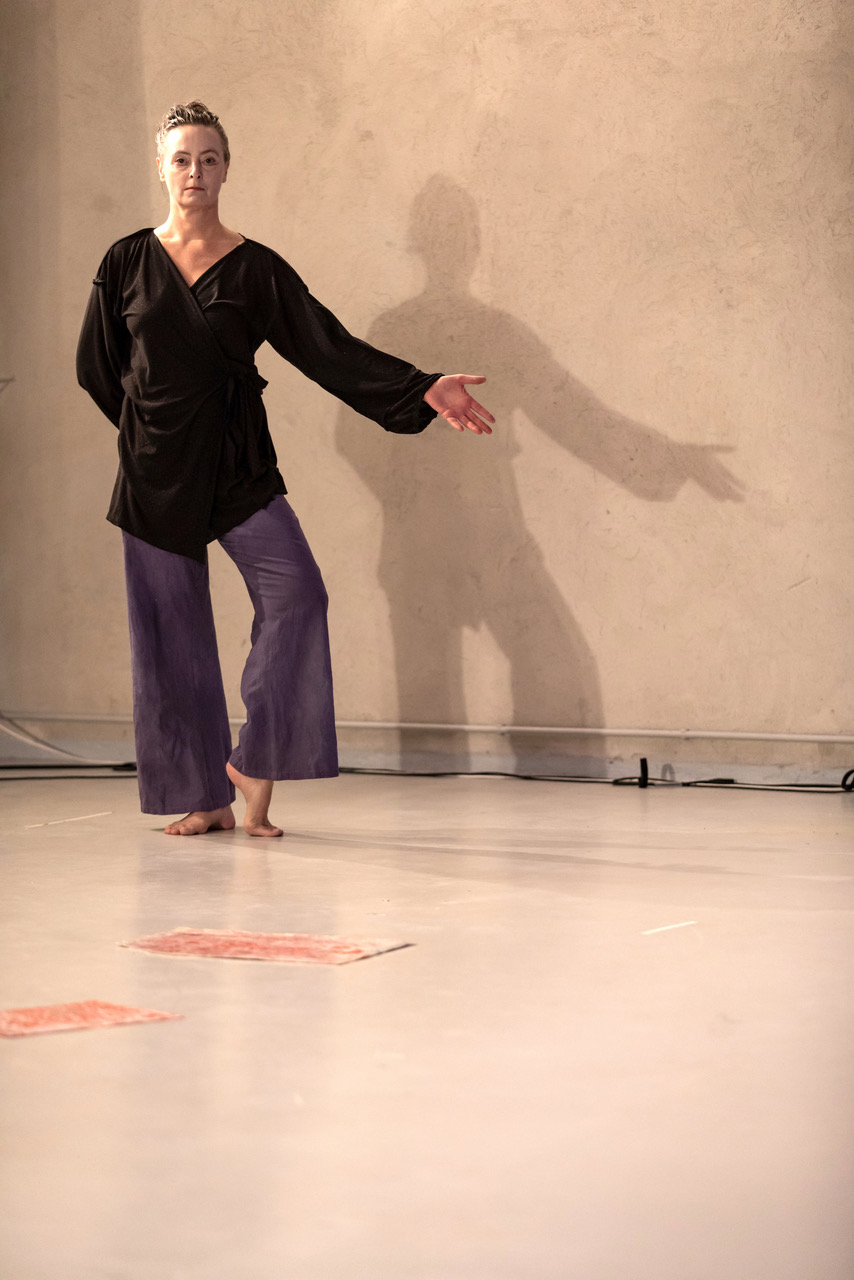
Janine Schneider 2019

Janine Schneider (* 1961 in West-Berlin) ist eine deutsche Tänzerin, Choreografin und Tanzpädagogin.

## Leben
Janine Schneider begann im Alter von drei Jahren zu tanzen. Sie studierte sowohl klassischen, als auch modernen Tanz zwischen 1984 und 1990 in der London Contemporary Dance School (Graham-Technik) und zwischen 1986 und 1992 bei Merce Cunningham in New York und studierte kurzzeitig japanischen Butohtanz bei Akira Kasai und Masaki Iwana.
Im Jahr 1985 gründete sie die Company no thrills, für die sie bis heute choreographiert. Dabei arbeitet sie auch mit Komponisten Neuer Musik wie Erhard Großkopf, Hans Tutschku und Maria de Alvear zusammen. 2010 widmete sie der Komponistin Maryanne Amacher eine tänzerische Hommage. Schneider entwickelte eine Methode der meditativen Körperarbeit, die sie unterrichtet. Im Jahr 2017 war sie Gastdozentin am Hochschulübergreifenden Zentrum Tanz Berlin, sie unterrichtet auch am Exploratorium Berlin.
Im Jahr 2009 belegte sie beim Wettbewerb für das beste deutsche Tanzsolo innerhalb der 19. Euro-scene Leipzig mit ihrer Performance I, CENTER! (Ich, das Zentrum!) den dritten Platz. Sie stand 2014 unter der Regie von Katie Mitchell in Footfalls / Neither von Samuel Beckett und Morton Feldman auf der Bühne der Berliner Staatsoper unter den Linden (zu dieser Zeit im Schillertheater). 2018 war sie ebendort als Parsifals Mutter in Wagners Parsifal unter Daniel Barenboim zu sehen. In Romeo Castelluccis Ödipus der Tyrann nach Sophokles und Friedrich Hölderlin performte sie an der Schaubühne Berlin und am Théâtre de la Ville Paris.
Im Jahr 2022 erhielt sie ein Stipendium zur Recherche Spiritualität in der Avantgarde im Archiv der Avantgarden – EGIDIO MARZONA – Staatliche Kunstsammlungen Dresden und zum Übertragen der Ergebnisse in choreographische Arbeiten, Lectures und Videos. Schneider veröffentlichte Lyrik in Anthologien und wiederholt in den Blättern für Kunst und Literatur Der Maulkorb, und brachte die Gedichtbände I believe in Aliens und Kleines Kontinuum heraus. Ihre Texte sind auch integraler Bestandteil ihrer tänzerischen Performances.
Wiederkehrende Performance-Partner sind der Tänzer Ingo Reulecke, der Komponist Michael Turnbull, der Tonmeister Thorsten Hoppe, die Tänzerin May Ament und die Mezzosopranistin Rachel Hamm.

## Tanzstil
Die Ballettkritikerin Wiebke Hüster beschrieb Schneiders Arbeit als „einzigartig in der Tanzwelt“. Charakteristisch für ihre Performances sei eine extreme Verlangsamung, „die Reduktion auf die Archetypen menschenmöglicher Bewegung wie gehen, stehen, drehen“. Nach dem Vorbild von Merce Cunningham und John Cage solle es „kein absichtsvolles Zusammengehen von Tanz und Musik geben [...], sondern die wechselseitige Unabhängigkeit der Bühnenkünste.“
Auch Martin G. Butter vom Volksblatt bescheinigte Schneider 1990 „bei den unzähligen Berliner freien Tanzgruppen einen unverwechselbaren Stil“ und beschrieb ihr Solo intus: „Während sie in starrer Pose verharrt, wird ein Text von ihr über Denken, Fühlen und Handeln verlesen. Danach trägt sie verhaltene Bewegungsformen wie Schreiten, Arme- und Beinebeugen vor. [...] Nichts an dem Vortrag auf Musik von Barry Adamow und Oliver Messiaen ist spannungsgeladen. Alles geschieht wie aus einer Lethargie heraus, gleichsam, als ob eine Schaufensterpuppe in Zeitlupentempo versucht, Haltungen von Mannequins einzunehmen.“ Über die Performance stati für Schneiders achtköpfige Tanzcompagnie berichtete Butter: „Auch sie bewegen sich im Zeitlupentempo und ‚stellen Zustände einer Person zu verschiedenen Zeiten dar‘. Es bedarf ein wenig Zeit, sich in diese meditative Aufführung hineinzusehen. Am Ende aber kann sie als eine künstlerische und in sich stimmige Form erfahren worden sein.“
Anlässlich des Multimedia-Projektes Implantat von Caroline Gerhold und Janine Schneider in einem Treppenhaus unter der Bundesautobahn 103 in Berlin 1992 schrieb Ulrike Ruppel in der B.Z.: „Lärm begegnen sie mit stiller Bewegung. Kaltem Stein mit nackten Füßen. Videos und Klänge verstärken das Großstadt-Inferno. Ziel: Totem Raum Leben einpflanzen. Die Monotonie der Geräusche und des Raums öffnen für neue Wahrnehmungen. Unter den dünnen Gewändern wirken die Leiber fragil. Priesterinnen der Sinnlichkeit? Entdeckerinnen der Langsamkeit?“ Ruppels Empfehlung für die Leser lautete profan: „Wer Tanz mit Takt und Tempo verbindet, bleibt besser daheim.“